# Världscupen i backhoppning 1999/2000
Världscupen i backhoppning 1999/2000 hoppades 28 november 1999-19 mars 2000 och vanns av Martin Schmitt, Tyskland före Andreas Widhölzl, Österrike och Janne Ahonen, Finland.

## Deltävlingar
| Datum            | Plats                  | Etta                                                                          | Tvåa                                                                           | Trea                                                                          |
| ---------------- | ---------------------- | ----------------------------------------------------------------------------- | ------------------------------------------------------------------------------ | ----------------------------------------------------------------------------- |
| 27 november 1999 | Kuopio                 | Martin Schmitt                                                                | Andreas Goldberger                                                             | Matti Hautamäki                                                               |
| 28 november 1999 | Kuopio                 | Ville Kantee                                                                  | Risto Jussilainen                                                              | Roberto Cecon                                                                 |
| 4 december 1999  | Predazzo               | Andreas Widhölzl                                                              | Martin Schmitt                                                                 | Andreas Goldberger                                                            |
| 5 december 1999  | Predazzo               | Andreas Widhölzl                                                              | Jani Soininen                                                                  | Matti Hautamäki                                                               |
| 12 december 1999 | Villach                | Janne Ahonen                                                                  | Martin Schmitt                                                                 | Andreas Widhölzl                                                              |
| 18 december 1999 | Zakopane               | Martin Schmitt                                                                | Janne Ahonen                                                                   | Lasse Ottesen                                                                 |
| 19 december 1999 | Zakopane               | Martin Schmitt                                                                | Janne Ahonen                                                                   | Andreas Widhölzl                                                              |
| 29 december 1999 | Oberstdorf             | Martin Schmitt                                                                | Andreas Goldberger                                                             | Andreas Widhölzl                                                              |
| 1 januari 2000   | Garmisch-Partenkirchen | Andreas Widhölzl                                                              | Masahiko Harada                                                                | Janne Ahonen                                                                  |
| 3 januari 2000   | Innsbruck              | Andreas Widhölzl                                                              | Martin Schmitt                                                                 | Janne Ahonen                                                                  |
| 6 januari 2000   | Bischofshofen          | Andreas Widhölzl                                                              | Janne Ahonen                                                                   | Martin Schmitt                                                                |
| 8 januari 2000   | Engelberg              | Martin Schmitt                                                                | Janne Ahonen                                                                   | Andreas Widhölzl                                                              |
| 9 januari 2000   | Engelberg              | Martin Schmitt                                                                | Sven Hannawald                                                                 | Janne Ahonen                                                                  |
| 22 januari 2000  | Sapporo                | Martin Schmitt                                                                | Janne Ahonen                                                                   | Risto Jussilainen                                                             |
| 23 januari 2000  | Sapporo                | Martin Schmitt                                                                | Jani Soininen                                                                  | Hiroya Saitō                                                                  |
| 25 januari 2000  | Nagano                 | - Risto Jussilainen - Ville Kantee - Jani Soininen - Janne Ahonen             | Tyskland - Sven Hannawald - Hansjörg Jäkle - Michael Uhrmann - Martin Schmitt  | - Andreas Goldberger - Wolfgang Loitzl - Stefan Horngacher - Andreas Widhölzl |
| 26 januari 2000  | Nagano                 | Jani Soininen                                                                 | Andreas Widhölzl                                                               | Ville Kantee                                                                  |
| 5 februari 2000  | Willingen              | Andreas Widhölzl                                                              | Janne Ahonen                                                                   | Martin Schmitt                                                                |
| 6 februari 2000  | Willingen              | Andreas Widhölzl                                                              | Martin Schmitt                                                                 | Janne Ahonen                                                                  |
| 19 februari 2000 | Bad Mitterndorf        | Sven Hannawald                                                                | Andreas Widhölzl                                                               | Tommy Ingebrigtsen                                                            |
| 26 februari 2000 | Iron Mountain          | Martin Schmitt                                                                | Tommy Ingebrigtsen                                                             | Stefan Horngacher                                                             |
| 27 februari 2000 | Iron Mountain          | Martin Schmitt                                                                | Andreas Widhölzl                                                               | Andreas Goldberger                                                            |
| 4 mars 2000      | Lahtis                 | Janne Ahonen                                                                  | Sven Hannawald                                                                 | Lasse Ottesen                                                                 |
| 5 mars 2000      | Lahtis                 | - Risto Jussilainen - Ville Kantee - Jani Soininen - Janne Ahonen             | - Andreas Goldberger - Stefan Horngacher - Martin Höllwarth - Andreas Widhölzl | Tyskland - Michael Uhrmann - Frank Löffler - Sven Hannawald - Martin Schmitt  |
| 6 mars 2000      | Lahtis                 | Martin Schmitt                                                                | Janne Ahonen                                                                   | Andreas Goldberger                                                            |
| 10 mars 2000     | Trondheim              | Sven Hannawald                                                                | Ville Kantee                                                                   | Janne Ahonen                                                                  |
| 12 mars 2000     | Oslo                   | Sven Hannawald                                                                | Ville Kantee                                                                   | Janne Ahonen                                                                  |
| 18 mars 2000     | Planica                | Tyskland - Michael Uhrmann - Hansjörg Jäkle - Sven Hannawald - Martin Schmitt | - Ville Kantee - Risto Jussilainen - Jani Soininen - Janne Ahonen              | - Takanobu Okabe - Kazuyoshi Funaki - Hideharu Miyahira - Noriaki Kasai       |
| 19 mars 2000     | Planica                | Sven Hannawald                                                                | Janne Ahonen                                                                   | Andreas Goldberger                                                            |

## Slutställning (30 bästa)
| Placering | Namn               | Nationalitet | Poäng |
| --------- | ------------------ | ------------ | ----- |
| 1         | Martin Schmitt     | Tyskland     | 1833  |
| 2         | Andreas Widhölzl   | Österrike    | 1452  |
| 3         | Janne Ahonen       | Finland      | 1437  |
| 4         | Sven Hannawald     | Tyskland     | 1065  |
| 5         | Andreas Goldberger | Österrike    | 1034  |
| 6         | Ville Kantee       | Finland      | 836   |
| 7         | Jani Soininen      | Finland      | 734   |
| 8         | Stefan Horngacher  | Österrike    | 624   |
| 8         | Risto Jussilainen  | Finland      | 624   |
| 10        | Hideharu Miyahira  | Japan        | 567   |

| Placering | Namn               | Nationalitet | Poäng |
| --------- | ------------------ | ------------ | ----- |
| 11        | Masahiko Harada    | Japan        | 545   |
| 12        | Lasse Ottesen      | Norge        | 535   |
| 13        | Tommy Ingebrigtsen | Norge        | 494   |
| 14        | Kazuyoshi Funaki   | Japan        | 475   |
| 15        | Noriaki Kasai      | Japan        | 436   |
| 16        | Martin Höllwarth   | Österrike    | 347   |
| 17        | Matti Hautamäki    | Finland      | 341   |
| 18        | Michael Uhrmann    | Tyskland     | 283   |
| 19        | Nicolas Dessum     | Frankrike    | 282   |
| 20        | Hiroya Saitō       | Japan        | 264   |

| Placering | Namn                     | Nationalitet | Poäng |
| --------- | ------------------------ | ------------ | ----- |
| 21        | Hansjörg Jäkle           | Tyskland     | 262   |
| 22        | Wolfgang Loitzl          | Österrike    | 251   |
| 23        | Roberto Cecon            | Italien      | 236   |
| 24        | Peter Žonta              | Slovenien    | 234   |
| 25        | Mika Laitinen            | Finland      | 232   |
| 26        | Jussi Hautamäki          | Finland      | 230   |
| 27        | Michal Doležal           | Tjeckien     | 220   |
| 28        | Adam Małysz              | Polen        | 214   |
| 29        | Roar Ljøkelsøy           | Norge        | 213   |
| 30        | Reinhard Schwarzenberger | Österrike    | 208   |

## Skidflygningscupen - slutställning (15 bästa)
| Pos. | Namn                           | Poäng |
| ---- | ------------------------------ | ----- |
| 1.   | Sven Hannawald (GER)           | 200   |
| 2.   | Janne Ahonen (FIN)             | 120   |
| 3.   | Tommy Ingebrigtsen (NOR)       | 110   |
| 4.   | Andreas Goldberger (AUT)       | 96    |
| 5.   | Andreas Widhölzl (AUT)         | 80    |
| 6.   | Reinhard Schwarzenberger (AUT) | 68    |
| 7.   | Martin Höllwarth (AUT)         | 58    |
| 8.   | Lasse Ottesen (NOR)            | 57    |
| 9.   | Kazuyoshi Funaki (JPN)         | 49    |
| 10.  | Noriaki Kasai (JPN)            | 46    |
| 10.  | Nicolas Dessum (FRA)           | 46    |
| 12.  | Hideharu Miyahira (JPN)        | 44    |
| 12.  | Roberto Cecon (ITA)            | 44    |
| 14.  | Martin Schmitt (GER)           | 42    |
| 15.  | Masahiko Harada (JPN)          | 36    |
| 15.  | Ville Kantee (FIN)             | 36    |
| 15.  | Adam Małysz (POL)              | 36    |

## Nationscupen - slutställning
| Pos. | Nation    | Poäng |
| ---- | --------- | ----- |
| 1.   | Finland   | 5219  |
| 2.   | Österrike | 4409  |
| 3.   | Tyskland  | 4395  |
| 4.   | Japan     | 2938  |
| 5.   | Norge     | 1625  |
| 6.   | Polen     | 530   |
| 7.   | Slovenien | 482   |
| 8.   | Frankrike | 335   |
| 9.   | Schweiz   | 305   |
| 9.   | Tjeckien  | 287   |
| 11.  | Italien   | 273   |
| 12.  | Ryssland  | 67    |
| 13.  | Sydkorea  | 50    |
| 14.  | USA       | 39    |